# Sondereinheit für Observation
Die Sondereinheit für Observation (SEO) ist eine Sondereinheit der österreichischen Polizei, die am 1. Juli 1998 gegründet wurde. Rechtsgrundlage bildet die Sondereinheiten-Verordnung, die auf dem Sicherheitspolizeigesetz basiert.
Die SEO ist unmittelbar dem Generaldirektor für die öffentliche Sicherheit unterstellt (zwischenzeitlich dem Direktor des Bundeskriminalamts), und es obliegt ihr die Durchführung von optischen oder akustischen Überwachungen im Rahmen des großen und kleinen Lausch- und Spähangriffs. Zu ihren Aufgaben gehört auch die Lauschabwehr, worunter man die Verhinderung von Auskundschaftungen von Geheimnissen mittels technischer Maßnahme im Rahmen der organisierten Kriminalität versteht, die des Einsatzes hochwertiger Technologie bedarf. Diese moderne Technologie steht auch der SEO zur Verfügung und unterliegt bei deren Anwendung den gesetzlichen Vorgaben sowie der Kontrolle des Rechtsschutzbeauftragen der Justiz.